# Maria McKee
Maria McKee, född 17 augusti 1964 i Los Angeles, Kalifornien, är en amerikansk sångerska, musiker och låtskrivare. Före sin solokarriär sjöng hon och spelade gitarr i bandet Lone Justice. Hon är mest känd för sin hitlåt Show Me Heaven.

## Diskografi
Soloalbum
- 1989 – Maria McKee
- 1993 – You Gotta Sin To Get Saved
- 2004 – Live in Hamburg
- 1996 – Life is Sweet
- 2003 – High Dive
- 2005 – Peddlin' Dreams
- 2006 – Live Acoustic Tour 2006
- 2007 – Late December
- 2008 – Live at the BBC

Album med Lone Justice
- 1985 – Lone Justice
- 1986 – Shelter
- 1993 – BBC Radio 1 Live in Concert
- 1998 – This World Is Not My Home
- 2003 – The Best Of: 20th Century Masters / The Millennium Collection
- 2004 – This Is Lone Justice: The Vaught Tapes 1983